# Бикулов Починок
Бикулов Починок — деревня в Кошкинском районе Самарской области в составе сельского поселения Большая Романовка.

## География
Находится на расстоянии примерно 10 километров по прямой на север от районного центра села Кошки.

## История
Деревня основана в XX веке крестьянами, расселявшимися на земли немецких поселенцев из окрестностей села Бикулово (Татария). Местное название - Починовка. В деревне работал колхоз «Единство» до 1950 года.  

## Население
Постоянное население составляло 32 человека (русские 85%) в 2002 году, 26 в 2010 году.